# Nothopsyche ruficollis
Nothopsyche ruficollis là một loài Trichoptera trong họ Limnephilidae. Chúng phân bố ở miền Cổ bắc.